# Hymenolobium

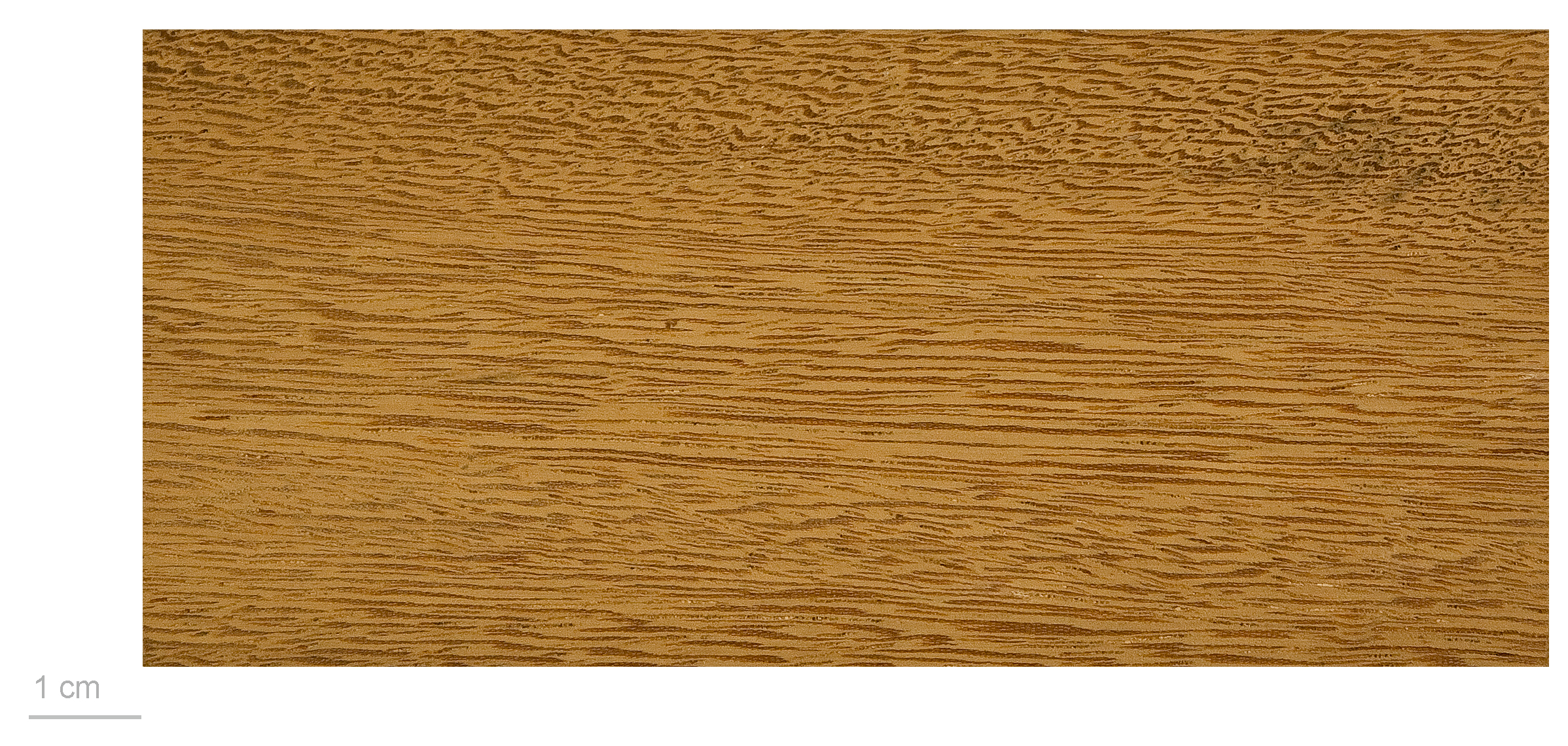
Hymenolobium sp. - MHNT

Hymenolobium é um género botânico pertencente à família Fabaceae. No Brasil, madeiras de Hymenolobium petraeum são comercializadas sob o nome de Angelim-pedra.
1. ↑  «Hymenolobium — World Flora Online». www.worldfloraonline.org. Consultado em 19 de agosto de 2020